# Metalinhomoeus biformis
Metalinhomoeus biformis är en rundmaskart. Metalinhomoeus biformis ingår i släktet Metalinhomoeus, och familjen Linhomoeidae. Arten är reproducerande i Sverige.